# Felix Günther (Industrieller)
Felix Reinhold Günther (* 24. November 1871 in Greiz; † 8. Februar 1952 in Duisburg) war ein deutscher Unternehmer in der Papierindustrie.

## Leben
Felix Günther, Sohn des Greizer Papierfabrikanten Otto Günther (1835–1885), in dessen Werk vor allem Papiere für die Textil- und die Tabakindustrie hergestellt wurden, trat 1892 in den väterlichen Betrieb ein, den er zunächst mit seinem Bruder Otto zu einem Großbetrieb ausbaute. Günther stellte das Unternehmen auf die Produktion von hochwertigen Effekt- und Phantasiepapieren um, die weltweit Absatz fanden. Zusätzlich ließ er Fotoschutzpapiere fertigen, mit denen er drei Viertel des europäischen Bedarfs deckte. Das Unternehmen zählte bei seiner Übernahme 30 Arbeiter, 1939 mit dem Zweigwerk Illfeld über 1100 Arbeiter, was ihn zu einem der größten privaten Arbeitgeber in der deutschen Papierindustrie werden ließ.
Kurz vor Beginn des Ersten Weltkriegs gelang Felix Günther die Erfindung des Krepppapiers, das in unmittelbarer Folge bei Verbänden kriegswichtig werden sollte und im Zweiten Weltkrieg auch als Verdunklungspapier Anwendung fand. 1925 verlieh ihm die Universität Jena die Ehrenbürgerwürde und 1931 die Ehrendoktorwürde.
Nach dem Zweiten Weltkrieg wurde er 1947 verhaftet und 1948 wieder entlassen. Die Papierfabriken der Familie wurden 1946 enteignet und in volkseigene Betriebe umgewandelt. Felix Günther übersiedelte im gleichen Jahr nach Westdeutschland, vier Jahre später starb er 80-jährig in Duisburg.